# Embraer ERJ
Embraer serie ERJ (nebo Embraer Regional Jet, názvy modelů EMB 135 a EMB 145) je rodina dvoumotorových proudových úzkotrupých regionálních dopravních letadel vyráběných brazilskou firmou Embraer. Tato skupina zahrnuje ERJ 135 (37 pasažérů), ERJ 140 (44 pasažérů) a ERJ 145 (50 pasažérů), vyrábí se také ve verzi pro vojenské účely Embraer R-99. Hlavními konkurenty této rodiny letounů jsou letadla Bombardier CRJ200 a 700.

## Vývoj
Řada ERJ 145 byla představena v roce 1989 na Pařížském aerosalonu jako prodloužená verze letounu EMB 120 Brasilia s dvouproudovými motory, o rok později zjistili inženýři Embraeru v aerodynamickém tunelu, že design letounu není vyhovující a museli ho mírně změnit.
Prototyp poprvé vzlétnul 11. srpna 1995, přičemž u letecké společnosti byl představen o dva roky později, 6. března 1997. Mezi roky 2003 až 2016 se letouny rodiny ERJ145 pro čínský trh vyráběly v Číně.

## Verze

### Civilní verze

#### ERJ135
Nejmenší verze prodávaná ve verzích ER (prodloužený dolet) nebo LR (vylepšené motory, prodloužený dolet). Jedná se o zkrácenou verzi ERJ145, vejde se do ní až 37 pasažérů.

#### ERJ140
Střední verze prodávaná ve verzích ER (prodloužený dolet) nebo LR (vylepšené motory, prodloužený dolet), kapacita 44 pasažérů.

#### ERJ145

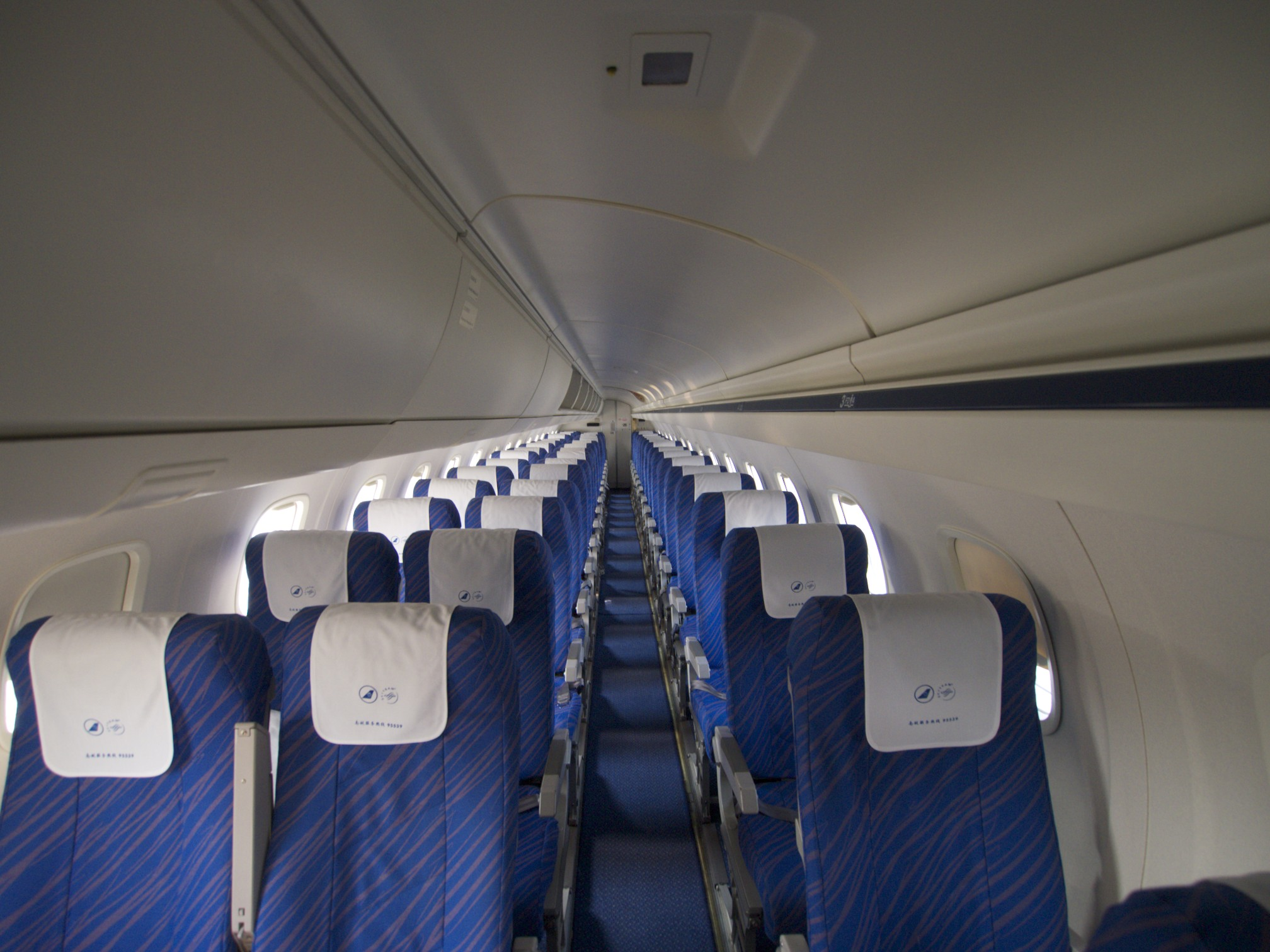
Kabina letounu ERJ145 (2012)

Odbavování letadla verze ERJ145 (2015)

Největší verze prodávaná ve verzích STD (základní verze pro 50 pasažérů), EU (optimalizovaná pro evropský trh), ER (prodloužený dolet), LR (vylepšené motory, prodloužený dolet).

#### Legacy 600/650 (EMB 135BJ)

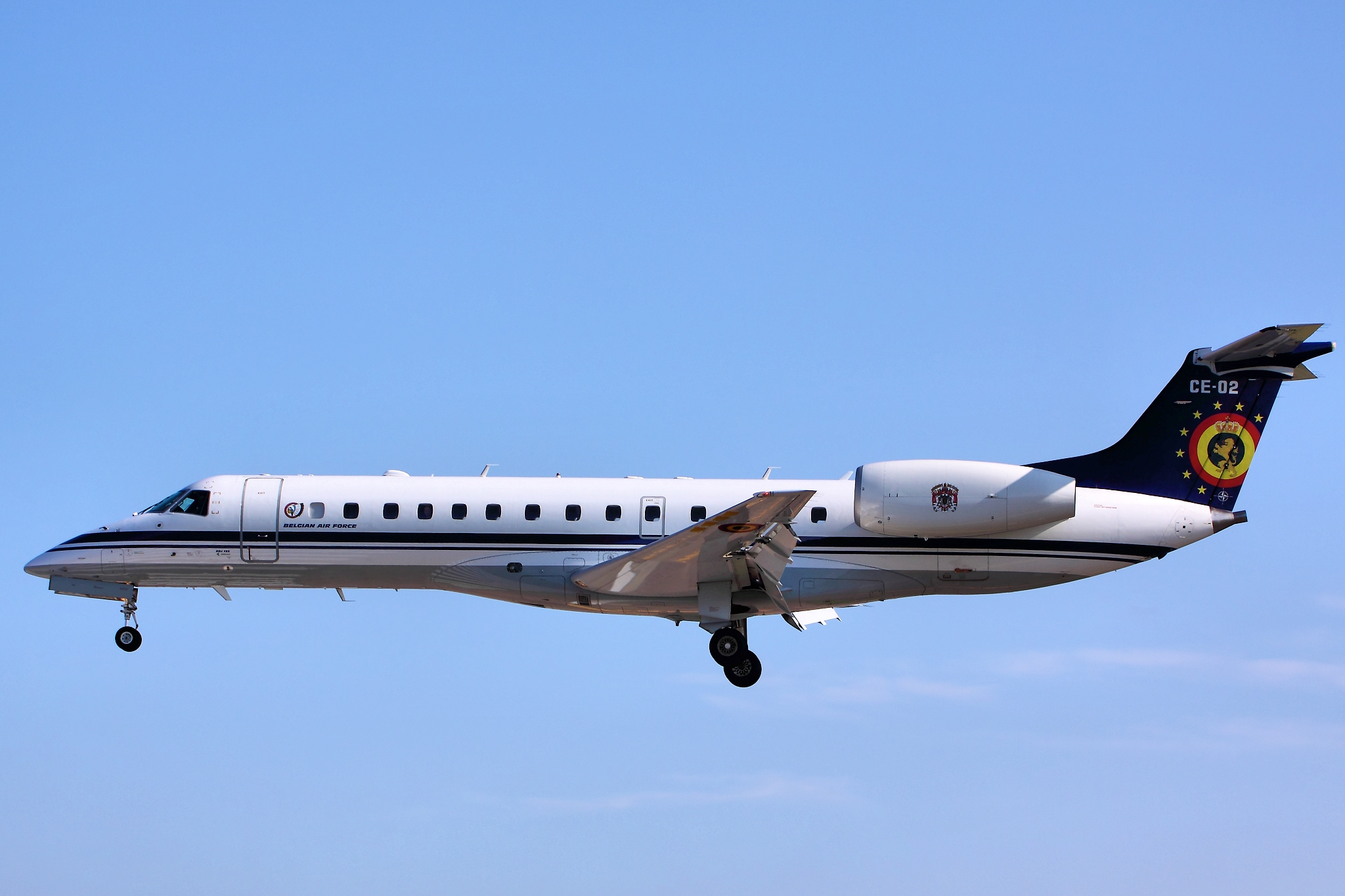
Letoun verze ERJ135 v business jet provedení

Obchodní soukromé letadlo (business jet).

### Vojenské verze

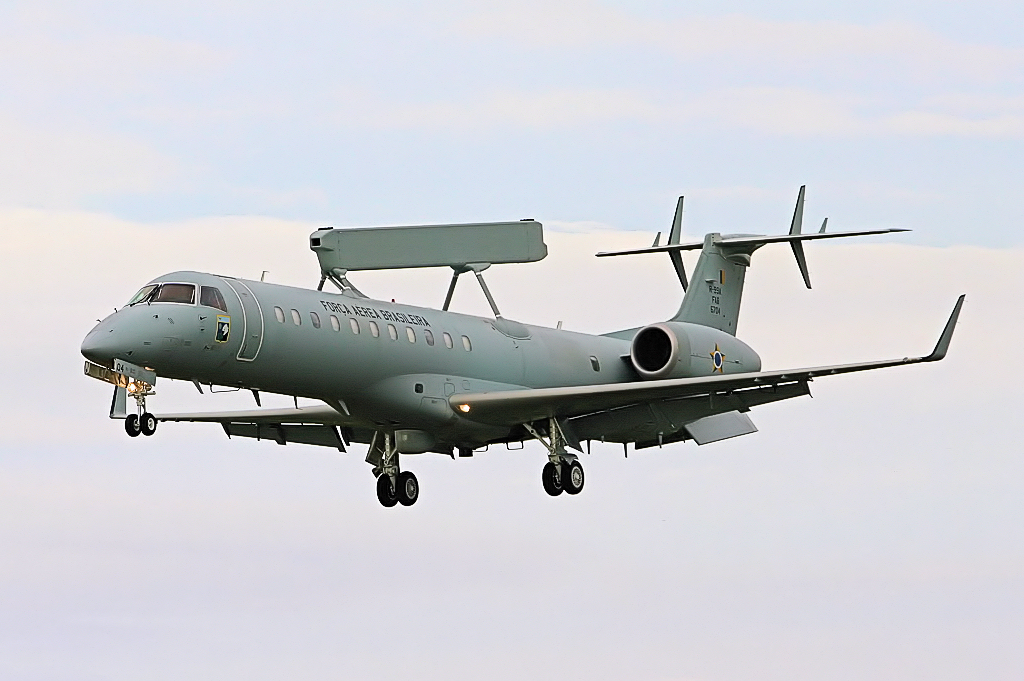
Embraer ERJ145 ve vojenské verzi R-99 s radarem Erieye, rok 2007

#### C-99A
Transportní model.

#### EMB145SA (R-99A)
AWACS – středisko včasného varování a řízení.

#### EMB145RS (R-99B)
Model určený pro dálkový průzkum.

#### EMB145MP/ASW (P-99)
Námořní hlídkový letoun, součást námořní hlídky.

## Specifikace
| Varianta                    | ERJ135 ER                                           | ERJ135 LR                                           | ERJ140 ER                                           | ERJ140 LR                                           | ERJ145 LR                                           | ERJ145 XR               |
| --------------------------- | --------------------------------------------------- | --------------------------------------------------- | --------------------------------------------------- | --------------------------------------------------- | --------------------------------------------------- | ----------------------- |
| Posádka                     | 3 (2 piloti + letuška)                              | 3 (2 piloti + letuška)                              | 3 (2 piloti + letuška)                              | 3 (2 piloti + letuška)                              | 3 (2 piloti + letuška)                              | 3 (2 piloti + letuška)  |
| Kapacita pasažérů           | 37                                                  | 37                                                  | 44                                                  | 44                                                  | 50                                                  | 50                      |
| Délka Rozpětí křídel Výška  | 26,33 m 20,04 m 6,76 m                              | 26,33 m 20,04 m 6,76 m                              | 28,45 m 20.04 m 6,76 m                              | 28,45 m 20.04 m 6,76 m                              | 29,87 m 20,04 m 6,76 m                              | 29,87 m 20,04 m 6,76 m  |
| Motory (2x)                 | Rolls-Royce AE 3007-A1 nebo Rolls-Royce AE 3007-A1P | Rolls-Royce AE 3007-A1 nebo Rolls-Royce AE 3007-A1P | Rolls-Royce AE 3007-A1 nebo Rolls-Royce AE 3007-A1P | Rolls-Royce AE 3007-A1 nebo Rolls-Royce AE 3007-A1P | Rolls-Royce AE 3007-A1 nebo Rolls-Royce AE 3007-A1P | Rolls-Royce AE 3007-A1E |
| Maximální vzletová hmotnost | 19,000 kg                                           | 20,000 kg                                           | 20,100 kg                                           | 21 100 kg                                           | 22 000 kg                                           | 24 100 kg               |
| Maximální dolet             | 2 409 km                                            | 3 243 km                                            | 2 317 km                                            | 3 058 km                                            | 2 873 km                                            | 3 704 km                |
| Maximální letová rychlost   | 828 km/h                                            | 828 km/h                                            | 828 km/h                                            | 828 km/h                                            | 828 km/h                                            | 851 km/h                |
| Maximální výšková hladina   | 11 278 m                                            | 11 278 m                                            | 11 278 m                                            | 11 278 m                                            | 11 278 m                                            | 11 278 m                |